# Arturo Andrés Roig
Arturo Andrés Roig (Mendoza, 16 de julio de 1922-Ibid., 30 de abril de 2012) fue un filósofo e historiador argentino.
Sus principales contribuciones se dieron en los ámbitos de la historia de las ideas y la filosofía de la liberación.

## Biografía
Nacido en Mendoza, ingresó a la Universidad Nacional de Cuyo y fue egresado en 1949 tras obtener un título en Ciencias de la Educación (Profesor de Enseñanza Secundaria, Normal y Especial en Filosofía). Continuó sus estudios en la Sorbona, y de regreso en Argentina, empezó a enseñar filosofía en la Universidad Nacional de Cuyo, en 1955, con un interés especial en los filósofos regionales. Poco después, este interés se expandió a los filósofos nacionales y latinoamericanos.
Durante la dictadura militar en Argentina se exilió en Ecuador, donde fundó el Instituto de Estudios Latinoamericanos de la Universidad Católica e investigó para la Facultad Latinoamericana de Ciencias Sociales.
Hasta su muerte fue el director-editor responsable de la publicación científica Estudios de Filosofía Práctica e Historia de las Ideas editada por el Instituto de Ciencias Humanas, Sociales y Ambientales, CRICYT, CONICET.

## Obras seleccionada
- Los krausistas argentinos (1969)[2]
- Teoría y crítica del pensamiento latinoamericano (1981)[2]
- Historia de las ideas, teoría del discurso y pensamiento latinoamericano (1991)[2]
- El pensamiento latinoamericano y su aventura (1994)[2]
- Mendoza en sus letras y sus ideas (1996)[2]
- La universidad hacia la democracia (1998)[2]
- Caminos de la filosofía latinoamericana (2001)[2]
- Ética de la moralidad y poder de la protesta (2002)[2]
- El pensamiento latinoamericano y su aventura (2008)[6]

## Reconocimientos
Argentina
- Distinción General José de San Martín (1994)
- Profesor Honorario (1994) - Universidad Nacional del Comahue
- Doctor Honoris Causa (1996) - Universidad Nacional de Río Cuarto
- Premio Konex 1996: Ética
- Doctor Honoris Causa (2007) - Universidad Nacional de San Luis

Cuba
- Visitante ilustre de la Universidad de las Villas (1993)

Ecuador
- Condecoración al mérito cultural (1983)
- Orden Nacional Honorato Vázquez (1992)
- Profesor Honorario (1994) - Universidad Andina Simón Bolívar

Nicaragua
- Doctor Honoris Causa (1994) - Universidad Autónoma de Managua